# Telefonní hovor
Telefonní hovor je základní telekomunikační služba poskytovaná telefonní sítí. Jedná se o obousměrnou hlasovou komunikaci zpravidla mezi dvěma účastníky prostřednictvím telefonní sítě za pomoci telefonního přístroje.

## Analogový systém
Běžný analogový signál hovoru s frekvenčním pásmem 300-3400 Hz je přenášen účastnickým vedením přímo do telefonní ústředny. Až do nasazení telefonních voličů probíhalo spojování hovorů ručně. První telefonní linku v délce asi jeden kilometr užíval na území Prahy od 21. července 1881 Bedřich Frey ml. ke spojení svého bydliště a rodinného cukrovaru.
Později byly hovory spojovány automatickými, nejprve elektromechanickými a později elektronickými ústřednami.

## Digitální systém
Hovor na ISDN lince je telefonem digitalizován (8000 osmibitových vzorků za sekundu) a přenášen pomocí PCM do telefonní ústředny. I v případě digitálního systému ISDN se pro přenos hovoru používá technologie přepojování okruhů.

## Mobilní sítě
Mobilní telefon provádí kompresi akustického signálu, předává jej pomocí rádiových vln na nejbližší základnovou stanici, která prostřednictvím mobilního přepojovacího centra (MSC) zabezpečuje komunikaci se zvoleným účastníkem v libovolné telefonní síti.

## VoIP
VoIP umožňuje přenos digitalizovaného hlasu pomocí paketů rodiny protokolů TCP/IP prostřednictvím Internetu nebo jiné počítačové sítě.

## Signalizace
Signalizace má v závislosti na dostupnosti volaného účastníka dvě podoby:
- Volaný účastník je nedostupný:

Přihlášení volajícího (sepnutí telekomunikačního okruhu po zvednutí sluchátka) - Identifikace volajícího - Generování oznamovacího tónu - Volba čísla volaného - Vyhledání spojení - Generování obsazovacího tónu
- Volaný účastník je dostupný:

Přihlášení volajícího (sepnutí telekomunikačního okruhu po zvednutí sluchátka) - Identifikace volajícího - Generování oznamovacího tónu - Volba čísla volaného - Vyhledání spojení - Generování vyzváněcího signálu pro oba účastníky (volající slyší vyzváněcí tón ve sluchátku, volaný slyší zvonit telefon) - Přihlášení volaného - Spojení hovoru
Volající účastník může navíc (vlastní-li telefon s multifrekvenční volbou) pomocí svého telefonního přístroje ovládat např. hlasové automaty na straně volaného.

## Statistika
V ČR roku 2008 bylo 30% mobilních telefonních hovorů délky mezi 70-100 sekund.

## Regulace
Od roku 2019 byla volání v rámci EU (tedy i včetně vnitrostátních hovorů) zastropována maximální cenou minuty telefonního hovoru (mobilního i pevnou linkou) na 19 centů bez DPH.